# エドガル・ガクタン
エドガル・ガクタン（Edgar Cuntapay Gacutan、1964年9月23日 - ）は、カトリック教会の聖職者、淳心会士。カトリック仙台司教区の司教である。

## 経歴
1964年9月23日、フィリピンのルソン島東北部カガヤン州生まれ。淳心会に入会し、1981年から1985年にバギオのセントルイス大学で哲学を、1986年から1989年にマニラのメリーヒル神学学校で神学を修めた。1986年10月19日に初誓願。1990年に来日し、1991年6月2日に終生誓願、1994年4月23日にフィリピンで司祭に叙階された。
1994年から1997年まで大阪大司教区の金剛教会・三日市教会で助任司祭を、1997年から2003年まで堺ブロック共同宣教司牧を担当した。1996年から2001年まで淳心会神学生養成を担当。2002年から社会福祉法人淳心会理事長を、2004年から2007年までカトリック青年労働者連盟全国協力者を、2004年から2012年に淳心会日本管区管区長を務めた。2014年から2017年までカリタス大船渡ベースのベース長で仙台教区第4地区担当、仙台教区外国人支援センターのセンター長、2017年から東京大司教区の松原教会で司牧。2018年から学校法人淳心学院(兵庫県姫路市)理事長、2020年から淳心会アジア管区・日本地区の地区長を務めた。
2021年12月8日、教皇フランシスコによりカトリック仙台司教区司教に任命された。2022年3月19日、元寺小路教会大聖堂にて司教叙階式と着座式が執り行われた。